# Mahō shōjo Lyrical Nanoha The Movie 2nd A's
Mahou shōjo Lyrical Nanoha The Movie 2nd A`s (魔法少女リリカルなのは The MOVIE 2nd A`s?) è un film d'animazione del 2012 diretto da Keizou Kusakawa.
Pellicola giapponese ispirata alla serie anime Mahō shōjo Lyrical Nanoha A's. Il film, uscito nei cinema il 14 luglio 2012., è prodotto dallo studio Seven Arcs e segue il primo film della serie del 2010 intitolato Mahō shōjo Lyrical Nanoha The Movie 1st.